# Brotomys
Brotomys är ett släkte av utdöda däggdjur som ingår i familjen lansråttor. Arterna levde på Hispaniola och på mindre öar i Västindien.
Dessa lansråttor skiljer sig i skallens och tändernas konstruktion från närbesläktade arter. Ben av arterna hittades bland annat i olika regioner på Hispaniola. Kvarlevor i grottor flyttades troligen ditt av ugglor. Rester av Brotomys hittades även i avfallshögar bredvid byar som tillhörde ursprungsbefolkningen. Arterna dog troligen ut på grund av introducerade råttor (Rattus) som kom till öarna med européerna.
Kladogram enligt Catalogue of Life och Wilson & Reeder (2005):
| Brotomys | \| \| Brotomys contractus \| \| \| \| \| \| Brotomys voratus \| \| \| \| |
|          | \| \| Brotomys contractus \| \| \| \| \| \| Brotomys voratus \| \| \| \| |
|          | Brotomys contractus                                                      |
|          |                                                                          |
|          | Brotomys voratus                                                         |
|          |                                                                          |